# 窄背南胎䲁
窄背南胎䲁（學名：Notoclinus compressus），為輻鰭魚綱䲁形目三鰭䲁科南胎䲁屬的一個種，分布於西南太平洋紐西蘭海域，深度0至5公尺，體長可達8.5公分，成魚棲息在有褐藻生長的礁石區，雌魚產附著性卵在藻類築的巢，雄魚會守護卵，幼魚為浮游性，生活習性不明。